# Zuhn Bluff
Das Zuhn Bluff ist ein steiles und nach Norden ausgerichtetes Felsenkliff im Zentrum der Thurston-Insel vor der Eights-Küste des westantarktischen Ellsworthlands. Es ragt in den Walker Mountains in einer Entfernung von 8 km ostsüdöstlich des Mount Bramhall auf.
Seine Position wurde anhand von Luftaufnahmen bestimmt, welche die United States Navy im Rahmen der Operation Highjump (1946–1947) erstellte. Das Advisory Committee on Antarctic Names benannte die Formation im Jahr 1960 nach Arthur A. Zuhn (1911–1986), Physiker bei der zweiten Antarktisexpedition (1933–1935) des US-amerikanischen Polarforschers Richard Evelyn Byrd.